# Soto
Soto je jedna od tri glavne zen škole japanskog budizma (uz rinzai i obaku).

## Istorija
U Kamakura periodu, zahvaljujući nastojanjima japanskih monaha Eisaja i Dogena, zen je iz Kine prenet u Japan. Tada su osnovane rinzai i soto zen škole, koje su osnovali Eisai (1141—1215) i Dogen (1200—1253). Ove dve škole inicijalno su bile discipline monaške meditacije, ali su kasnije ostvarile značajan uticaj na kulturu i umetnost Japana. 
Soto škola je propovedala upotrebu zazena, meditacije koja se obavlja u sedećem položaju, a prema njihovom učenju prosvetljenje se spoznaje postepeno. Za razvoj soto-zena u vodeću budističku denominaciju u Japanu, zaslužan je Keizan Džokin (1268-1325). Keizan je stopio zen sa drugim ritualnim učenjima, kakva su indijski tantrizam, taoizam, i narodna religija.

## Literatura
- Enciklopedija živih religija, Nolit, Beograd. 2004.  978-86-19-02360-3.
- Kembridžova ilustrovana istorija religije, Stylos, Novi Sad. 2006.  978-86-7473-281-6.